# أول آي سي
«أول آي سي» (بالإنجليزية: All I See)‏ أو «كل ما أراه» هي أغنية للفنانة الأسترالية كايلي مينوغ وأخذت من ألبومها العاشر إكس (2007). وهي من تأليف جوناس جيبيرغ، ميك هيدين هانسن، إدوين «ليل إدي» سيرانو ومن إنتاج جيبيرغ وكاتفاذر. وتم إصدارها رقميا بوصفها المنفردة الرئيسية من الألبوم في أمريكا الشمالية في 11 مارس 2008. كما أصدرت إلى صيغ الإذاعة الأمريكية في 15 أبريل 2008. وهناك نسخة تضم مغني الراب ميمز وتم إصدارها إلى صيغ الإذاعة وأدرجت في كأغنية إضافية على النسخة الأمريكية من البوم إكس. والأغنية هي من صنف الريذم أند بلوز. تحتوي الأغنية على استيفاء مأخوذ من أغنية «أوتستانديغ»، والتي ألفها ريموند كالهون وأدتها فرقة غاب باند.

## الإصدار
ظهرت مينوغ في عدة برامج تلفزيونية لتروج للاغنية والألبوم في الولايات المتحدة. في 31 مارس 2008، ظهرت في برنامج اليوم على إن بي سي في مقابلة مع مات لاور. في 1 أبريل، غنت مينوغ «أول آي سي» على برنامج الرقص مع النجوم. ، كما غنتها في 7 أبريل 2008 على برنامج إلين دي جينيريس.
تم إصدار هذه الأغنية بشكل خاص في الولايات المتحدة وكندا لتعزيز شهرة مينوغ في الولايات المتحدة، حيث لم تكن معروفة كثيرا هناك، لكن الأغنية لم تنجح على قائمة أغاني البوب ووصلت فقط إلى المركز الثالث في قائمة أغاني الرقص.

## استقبال النقاد
تلقت «أول آي سي» مراجعات مختلطة بشكل عام من معظم نقاد الموسيقى. أعطاها سال تشينكويماني من مجلة سلانت مراجعة موسعة. وقال:

## الأغنية المصورة
تم إخراج الفيديو الترويجي لأغنية «أول آي سي» من وليام بيكر، المخرج الفني لمينوغ. تم تصويره في ثلاث ساعات بينما كان مينوغ في استراحة من بروفات جولة KylieX2008. تم تصويره باللونين الأبيض والأسود، وتظهر فيه مينوغ في ملابس مختلفة ومعها الراقص ماركو دا سيلفا أمام خلفية بيضاء. تم عرض الفيديو أول مرة على موقع مينوغ في 18 أبريل 2008.

## القوائم
| القائمة (2008)                               | أفضل موقع |
| -------------------------------------------- | --------- |
| كاناديان هوت 100                             | 81        |
| أغاني الراديو المجرية (Mahasz)               | 36        |
| قائمة بيلبورد لأغاني الرقص والنوادي (أمريكا) | 3         |

- تم تصنيف أغنية «أول آي سي» في المرتبة 26 من قبل مجلة بيلبورد بين أكثر الأغاني المشغلة في النوادي الأمريكية عام 2008.[2]

## تاريخ الإصدار
| البلد            | التاريخ        | الشكل                   | العلامة                                 | Ref.   |
| ---------------- | -------------- | ----------------------- | --------------------------------------- | ------ |
| الولايات المتحدة | 11 مارس 2008   | تحميل موسيقى            | تسجيلات كابيتول أسترالوركس [الإنجليزية] | [ 10 ] |
| أستراليا         | 22 نوفمبر 2008 | تحميل رقمي (إصدرا موسع) | Warner Music Australia                  | [ 11 ] |

## وصلات خارجية
- كلمات الأغنية الكاملة على مترولايركس